# دوري هونغ كونغ لكرة القدم 1968–69
دوري هونغ كونغ لكرة القدم 1968–69 هو الموسم 24 من دوري هونغ كونغ لكرة القدم ‏. كان عدد الأندية المشاركة فيه 12، وفاز فيه نادي جنوب الصين.